# Bali
Bali (Indonesie: Pulau Bali) er en indonesisk vulkanø. Det er den vestligste af de små Sundaøer beliggende mellem øerne Java mod vest og Lombok mod øst. Øen er et populært turistmål.
Bali udgør sammen med nogle få mindre naboøer, af hvilke Nusa Penida er den største, en af Indonesiens 34 provinser med 4.404.300(2023) indbyggere. Hovedstaden er Denpasar med 670.210 (2024)  indbyggere beliggende på den sydlige del af øen. Øen er hjemsted for hovedparten af Indonesiens hinduistiske mindretal, 84,5 % er hinduer, 12 % muslimer, og hovedparten af resten er kristne. Den 12. oktober 2002 blev øen ramt af bilbomber, der var rettet mod øens turistindustri. 199 blev dræbt, herunder 3 danskere.

## Geografi
Bali har tre store vulkankomplekser, hvoraf Gunung Agung (Mount Agung) regnes for en af verdens farligste vulkaner.

## Kultur
Bali er berømmet for sine rige og mangeartede kunstformer, herunder malerier, skulpturer, træsnit, håndarbejde og optræden af forskellig art. Balinesisk slagtøjsmusik, kendt som gamelan, er højt udviklet og varieret. Balinesiske kunstnere opfører ofte stykker, der skildrer historier fra Hinduismen, som for eksempel Ramayana, men markant farvet af balinesisk indflydelse. Berømte balinesiske danse inkluderer pendet, legong, baris, topeng, barong, gamelan gong kebyar, og kecak (også kendt som abedansen). Bali har en af de mest varierede og udviklingsrige kulturer for optrædener i verden. Stykker fremføres ved tusinder af tempelfestligheder, private ceremonier og offentlige forestillinger.

## Galleri
- Til minde for ofrene ved Bali-bomben i 2002.
- Den berømte danser i Mario' (1940).
- To unge dansere med traditionelle, rigt udsmykkede hovedbeklædninger (1929).
- Kuta strand.
- Fra "Monkey forest" ved byen Ubud på Bali.
- Fra "Monkey forest" ved byen Ubud på Bali.
- Fra "Monkey forest" ved byen Ubud på Bali.